# Jepara (Regierungsbezirk)

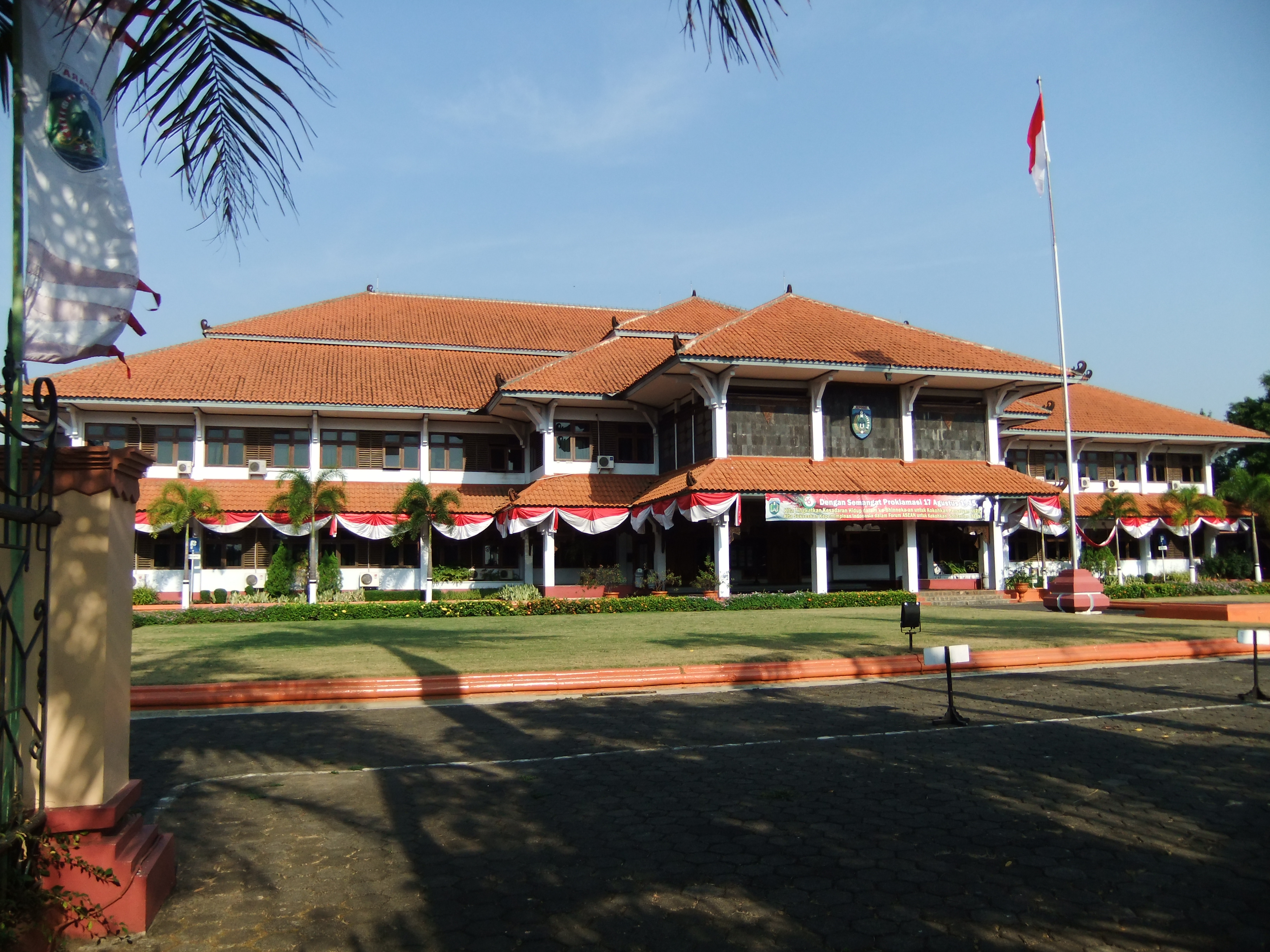
Regierungssitz des Kabupaten Jepara

Jepara (Javanisch: ꦏꦧꦸꦥꦠꦺꦤ꧀ꦗꦼꦥꦫ) ist ein indonesischer Regierungsbezirk (Kabupaten) in der Provinz Zentraljava, im Zentrum der Insel Java. Mitte 2022 leben hier etwa 1,2 Millionen Menschen. Hauptstadt und Regierungssitz des Verwaltungsbezirks ist die gleichnamige Stadt Jepara, etwa 52 km nordöstlich der Provinzhauptstadt Semarang gelegen.

## Geographie

### Lage
Der Regierungsbezirk Jepara liegt im Norden der Provinz Jawa Tengah. Er grenzt im Nordosten an den Regierungsbezirk Pati, im Südosten an Kudus sowie im Süden an Demak. Der Westen und der Norden des Kabupaten Jepara werden gänzlich von der Javasee abgegrenzt.
Die etwas 100 km nördlich liegende Inselgruppe Karimunjawa besteht aus 26 Inseln und gehört administrativ als ein eigener Distrikt (Kecamatan) ebenfalls zum Regierungsbezirk Jepara. Der Regierungsbezirk bildet den westlichen Teil der Muria-Halbinsel, die durch den Vulkan Muria entstanden ist und ursprünglich eine Insel war.

## Verwaltungsgliederung
Administrativ unterteilt sich Jepara in 16 Distrikte (Kecamatan) mit 195 Dörfern. Die einzigen Kelurahan (mit urbanem Charakter) befinden sich im Kec. der Hauptstadt Jepara.
| Code 1   | Kecamatan Distrikt | Ibu Kota Verwaltungssitz | Fläche (km²) | Einwohner Census 2010 2 | Volkszählung (Census) 2020 | Volkszählung (Census) 2020 | Volkszählung (Census) 2020 | Anzahl der Dörfer 6 |
| Code 1   | Kecamatan Distrikt | Ibu Kota Verwaltungssitz | Fläche (km²) | Einwohner Census 2010 2 | Einwohner 3                | 0Dichte 40                 | Sex Ratio 5                | Anzahl der Dörfer 6 |
| -------- | ------------------ | ------------------------ | ------------ | ----------------------- | -------------------------- | -------------------------- | -------------------------- | ------------------- |
| 33.20.01 | Kedung             | Bugel                    | 47,87        | 70.835                  | 77.052                     | 1.609,6                    | 102,51                     | 18                  |
| 33.20.02 | Pecangaan          | Lebuawu                  | 38,62        | 77.172                  | 82.924                     | 2.147,2                    | 100,32                     | 12                  |
| 33.20.03 | Welahan            | Kalipucang Kul           | 30,43        | 69.496                  | 75.971                     | 2.496,6                    | 101,75                     | 15                  |
| 33.20.04 | Mayong             | Pelemkerep               | 68,71        | 82.831                  | 90.788                     | 1.321,3                    | 100,03                     | 18                  |
| 33.20.05 | Batealit           | Mindahan                 | 100,28       | 77.923                  | 84.741                     | 845,0                      | 102,06                     | 11                  |
| 33.20.06 | Jepara             | Panggang                 | 28,16        | 79.508                  | 81.838                     | 2.906,2                    | 100,89                     | 5 / 11 ★            |
| 33.20.07 | Mlonggo            | Jambu                    | 49,51        | 77.794                  | 83.732                     | 1.691,2                    | 103,00                     | 8                   |
| 33.20.08 | Bangsri            | Bangsri                  | 94,63        | 93.798                  | 99.965                     | 1.056,4                    | 101,28                     | 12                  |
| 33.20.09 | Keling             | Kelet                    | 126,31       | 58.435                  | 64.106                     | 507,5                      | 99,27                      | 12                  |
| 33.20.10 | Karimun Jawa000    | Karimunjawa              | 48,47        | 8.715                   | 9.789                      | 202,0                      | 105,39                     | 4                   |
| 33.20.11 | Tahunan            | Tahunan                  | 44,51        | 101.581                 | 108.962                    | 2.448,0                    | 102,64                     | 15                  |
| 33.20.12 | Nalumsari          | Gemiring Lor             | 57,60        | 68.606                  | 74.737                     | 1.297,5                    | 99,51                      | 15                  |
| 33.20.13 | Kalinyamatan       | Margoyoso                | 26,05        | 58.140                  | 61.087                     | 2.345,0                    | 101,79                     | 12                  |
| 33.20.14 | Kembang            | Jinggotan                | 122,68       | 64.798                  | 70.530                     | 574,9                      | 98,82                      | 11                  |
| 33.20.15 | Pakis Aji          | Lebak                    | 67,93        | 54.690                  | 60.144                     | 885,4                      | 102,90                     | 8                   |
| 33.20.16 | Donorojo           | Tulakan                  | 105,32       | 52.958                  | 58.581                     | 556,2                      | 100,70                     | 8                   |
| 33.20    | Kab. Jepara        |                          | 1.057,10     | 1.097.280               | 1.184.947                  | 1.120,9                    | 101,24                     | 184 / 11            |

## Demographie
Zur Volkszählung im September 2020 lebten im Kabupaten Jepara 1.184.947 Menschen, davon 588.821 Frauen (49,69 %) und 596.126 Männer. Gegenüber dem letzten Census (2010) sank der Frauenanteil um 0,36 Prozent. 70,15 % (831.255) gehörten 2020 zur erwerbsfähigen Bevölkerung; 23,46 % waren Kinder (bis 14 Jahre) und 6,39 % waren im Rentenalter (ab 65 Jahren).
Mitte 2022 bekannten sich 97,70 Prozent der Einwohner zum Islam, Christen waren mit 1,92 % (22.711 ev.-luth. / 1.058 röm.-kath.) vertreten, 0,34 % waren Buddhisten und 0,04 % Hindus. Zur gleichen Zeit waren von der Gesamtbevölkerung 41,53 % ledig; 51,56 % verheiratet; 1,67 % geschieden und 5,24 % verwitwet.

### Bevölkerungsentwicklung
| SP/SUPAS (Jahr) | 1971         | 1980         | 1990         | 1995         | 2000         | 2005         | 2010         | 2015         | 2020         |
| --------------- | ------------ | ------------ | ------------ | ------------ | ------------ | ------------ | ------------ | ------------ | ------------ |
| Kab. Jepara     | 591.564      | 700.136      | 827.657      | 877.134      | 980.443      | 1.041.360    | 1.097.280    | 1.186.738    | 1.184.947    |
| Anteil in %     | 2,70 %       | 2,76 %       | 2,90 %       | 2,81 %       | 3,31 %       | 3,22 %       | 3,00 %       | 3,52 %       | 3,23 %       |
| Jawa Tengah     | .21.877.081. | .25.372.889. | .28.521.692. | .31.223.258. | .29.653.266. | .32.382.657. | .36.516.035. | .33.753.023. | .36.742.501. |

| Rang unter den 29 Kabupaten der Provinz (06/2022) | Rang unter den 29 Kabupaten der Provinz (06/2022) |
| ------------------------------------------------- | ------------------------------------------------- |
| Fläche                                            | 00015                                             |
| Einwohnerzahl                                     | 00011                                             |
| Dichte                                            | 00009„“                                           |

- Bevölkerungsentwicklung des Kabupaten Jepara von 1971 bis 2020
- Ergebnisse der Volkszählungen Nr. 3 bis 8 – Sensus Penduduk (SP)
- Ergebnisse von drei intercensalen Bevölkerungsübersichten (1995, 2005, 2015) – Survei Penduduk Antar Sensus (SUPAS)[6]

## Tourismus

### Nationalpark Karimunjawa
Der Nationalpark mit seinen über 20 Inseln zieht jährlich einige tausend Touristen an, viele davon wohlhabende Indonesier und ausländische Taucher. Die Strände und Mangrovenwälder ziehen ebenso die Leute an, wie der kulinarische und religiöse Tourismus.

### Panjang-Insel
Die 19 Hektar große Insel liegt 1,5 Seemeilen nördlich des Kartini-Strandes im Kecamatan Jepara und ist bekannt für seine Korallenriffe und flachen Strände.

### Benteng Portugis
Das Benteng Portugis, im Kecamatan Donorojo gelegen, ist ein altes Fort, das als Kulturerbe von der Regierung verwaltet wird. Die steinige Küste mit ihren Klippen ist beliebt bei Fischern.

### Mantingang Moschee
Die Moschee im Kecamatan Tahunan zählt als eine der ältesten Moscheen Indonesiens und als Ausgangspunkt für die Verbreitung des Islams in Nordjava.

## Persönlichkeiten
Kartini (1879–1904), indonesische Frauenrechtlerin und Nationalheldin